# Lysippe
Pour les articles homonymes, voir Lysippe (homonymie).
Lysippe de Sicyone (né vers 395 av. J.-C. et mort vers 305 av. J.-C.) est un sculpteur et bronzier de la Grèce antique, portraitiste attitré d'Alexandre le Grand, père et maître de Daippos, Boédas et Euthycrate. Il est l'un des plus célèbres sculpteurs de la sculpture grecque classique dans sa dernière période ou second classicisme (370-338).

## Notice biographique
Sa carrière s'étend de 372 av. J.-C., date à laquelle il réalise une statue de Troïlos, un vainqueur des Jeux olympiques, jusqu'en 306 av. J.-C. environ. Pline l'Ancien situe son apogée lors de la 113e olympiade (vers -328).
Théoricien, il reprit les calculs de proportions de Polyclète et les modifia, en établissant un nouveau canon plus élancé du corps humain, avec une hauteur de huit têtes : la tête fait un huitième du corps au lieu de un septième. Multipliant les recherches sur le mouvement et le rôle de la lumière, il se fit le champion d'un art expressif et réaliste.
D'après Pline, il a réalisé une sculpture colossale de Zeus de quarante coudées, soit environ de dix-huit mètres à Tarente. Il fit également selon Pline un quadrige d'Hélios, on ignore s'il se trouvait sur un pilier de l'acropole de Rhodes ou devant le temple d'Apollon à Delphes. Pline dit encore que cette sculpture de bronze l'a couvert de gloire.
Il est réputé pour avoir produit 1 500 œuvres, et ne semble appartenir à aucune école de bronziers.
Parmi les œuvres ayant survécu, Lysippe est usuellement reconnu comme l'auteur :
- de l’Apoxyomène ;
- de l’Hercule Farnèse, original disparu ;
- de l’Éros bandant son arc ;
- le monument votif de Daochos, dit aussi Trésor des Thessaliens, au sanctuaire d’Apollon à Delphes ;
- du Pugiliste des Thermes ;
- du type de l’Alexandre Azara ;
- de l’Hermès à la sandale.
- de l'Athlète victorieux

## Une statue entre deux propriétaires revendiqués
l'Athlète victorieux, un bronze d'un mètre cinquante de haut, daté du IVe siècle av. J.-C. et trouvé en 1964 par trois pêcheurs de Fano sur la mer Adriatique, qui, ne supportant pas son regard, lui auraient arraché les yeux a entraîné une longue affaire judiciaire. En effet, rentré illégalement dans les collections du Getty Museum, il a fait l'objet ainsi que 39 autres œuvres d'art, d'un long procès à Rome pour « association de malfaiteurs », « recel » et à Pesaro pour « contrebande ». En décembre 2018, la Cour de cassation italienne a rendu un jugement historique : déboutant le J. Paul Getty museum à Los Angeles. À la suite de cette décision, le musée américain a été mis dans l'obligation de restituer l'œuvre à l'Italie,.

## Galerie d'œuvres

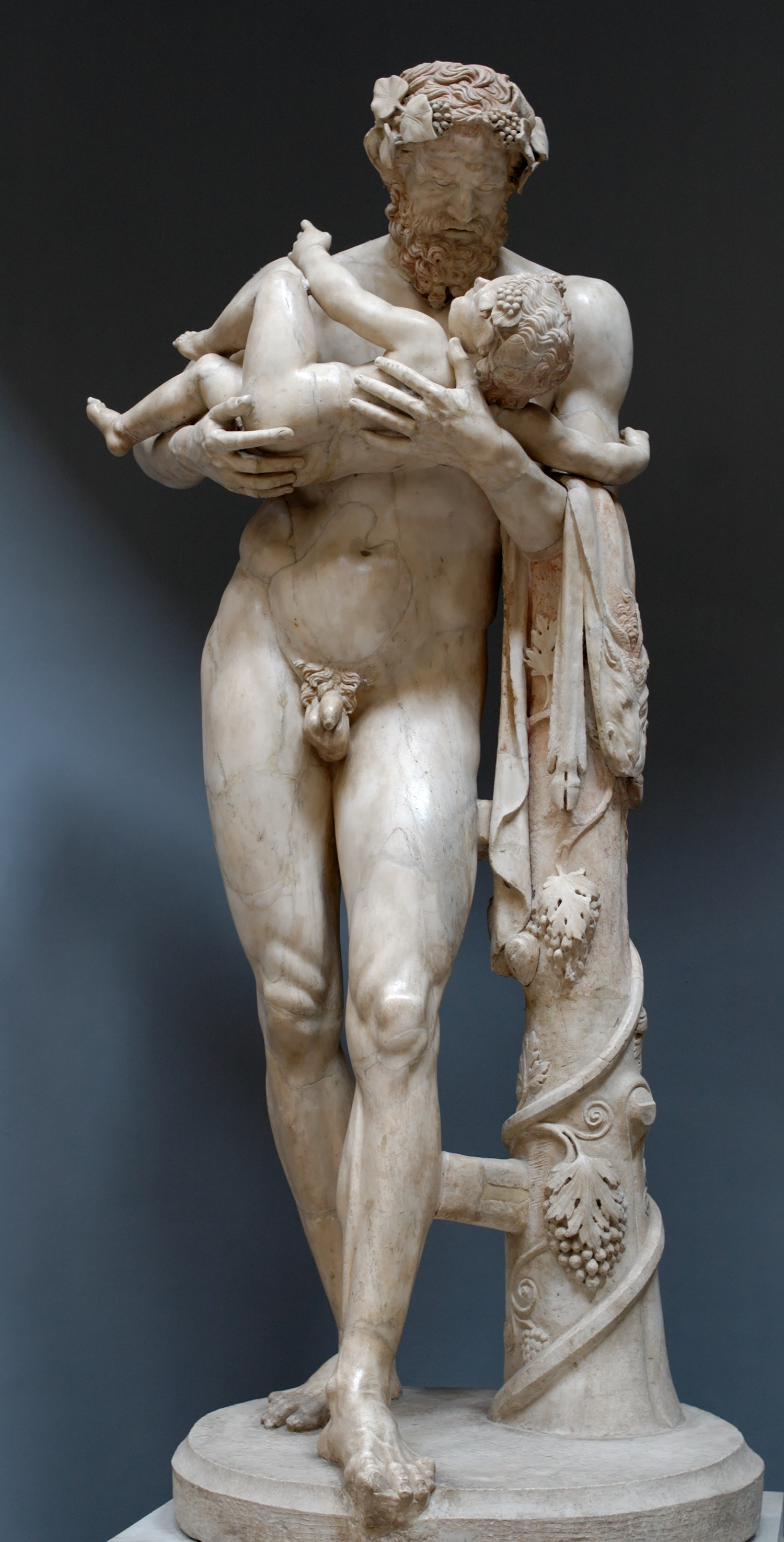
Silène portant Dionysos enfant, musée Chiaramonti.
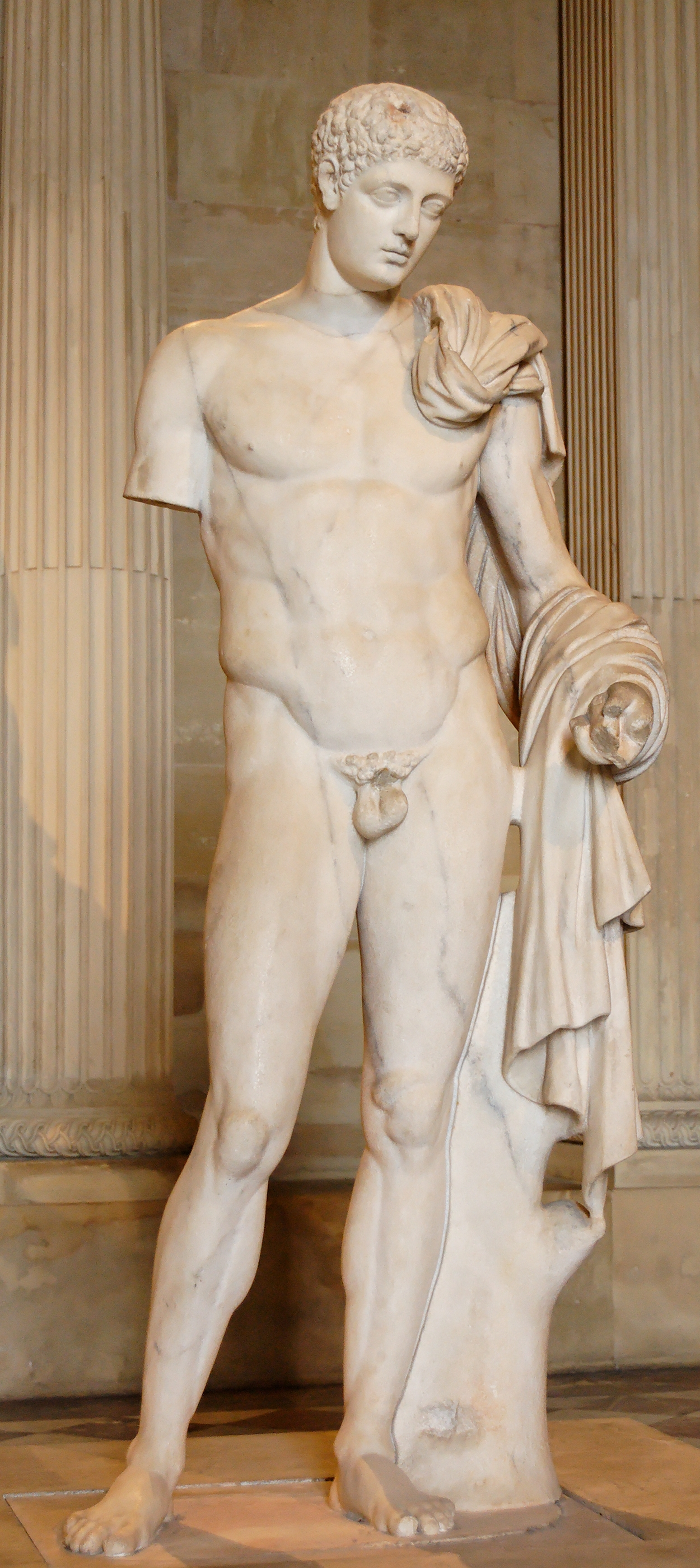
Hermès du type Richelieu, musée du Louvre.
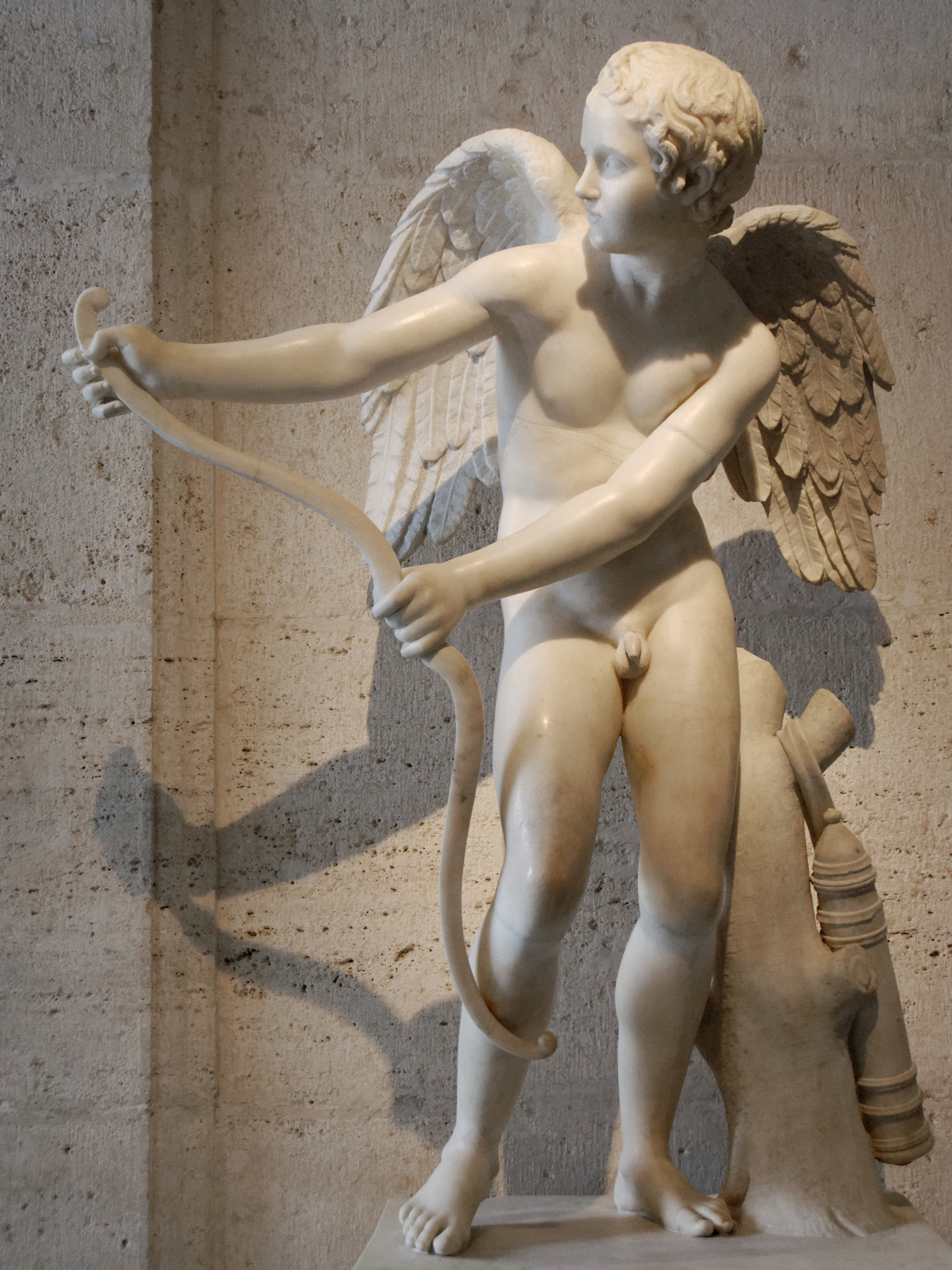
Éros cordant son arc, musées du Capitole.
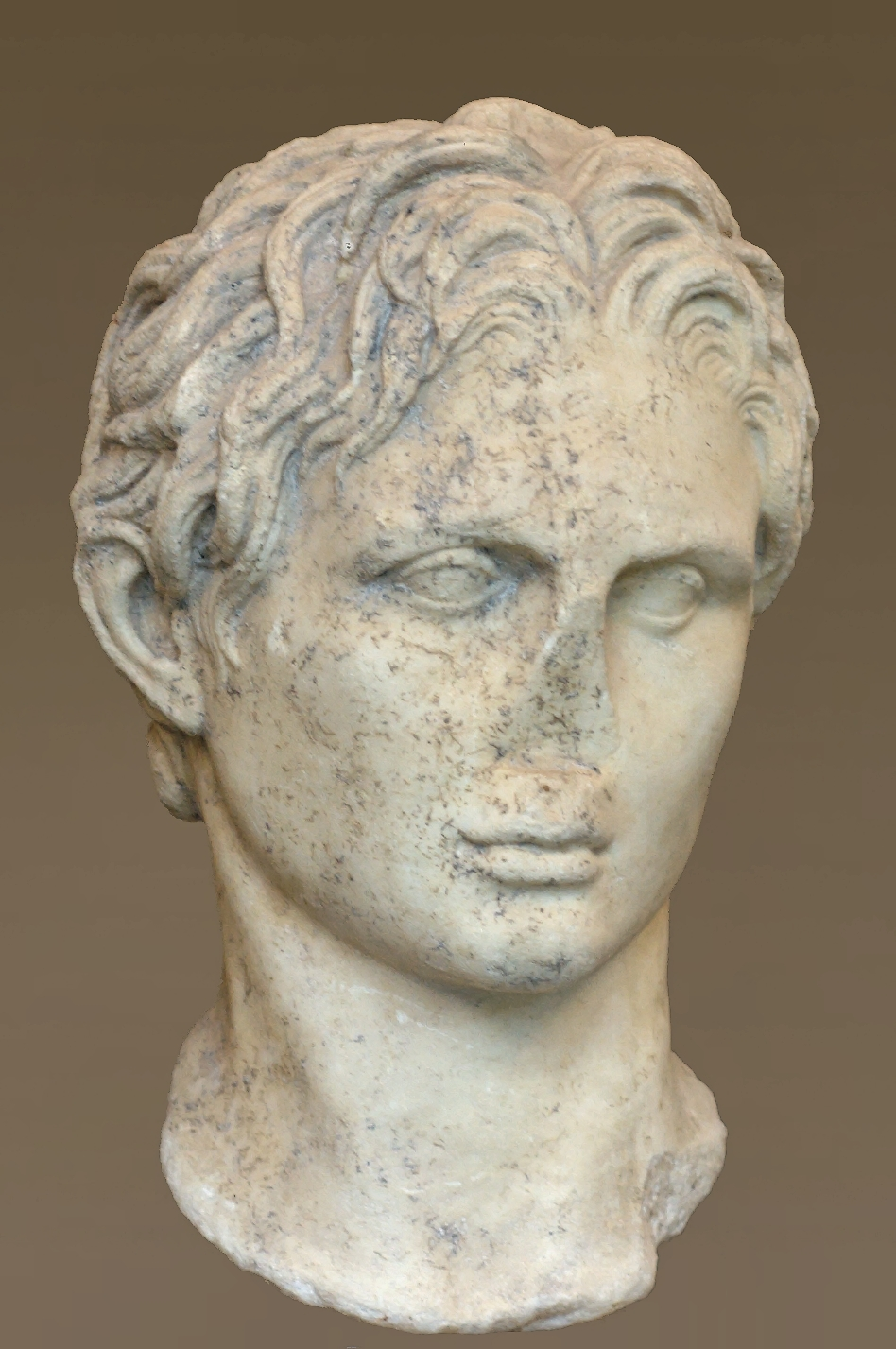
Portrait d'Alexandre le Grand du type Schwarzenberg, glyptothèque de Munich.
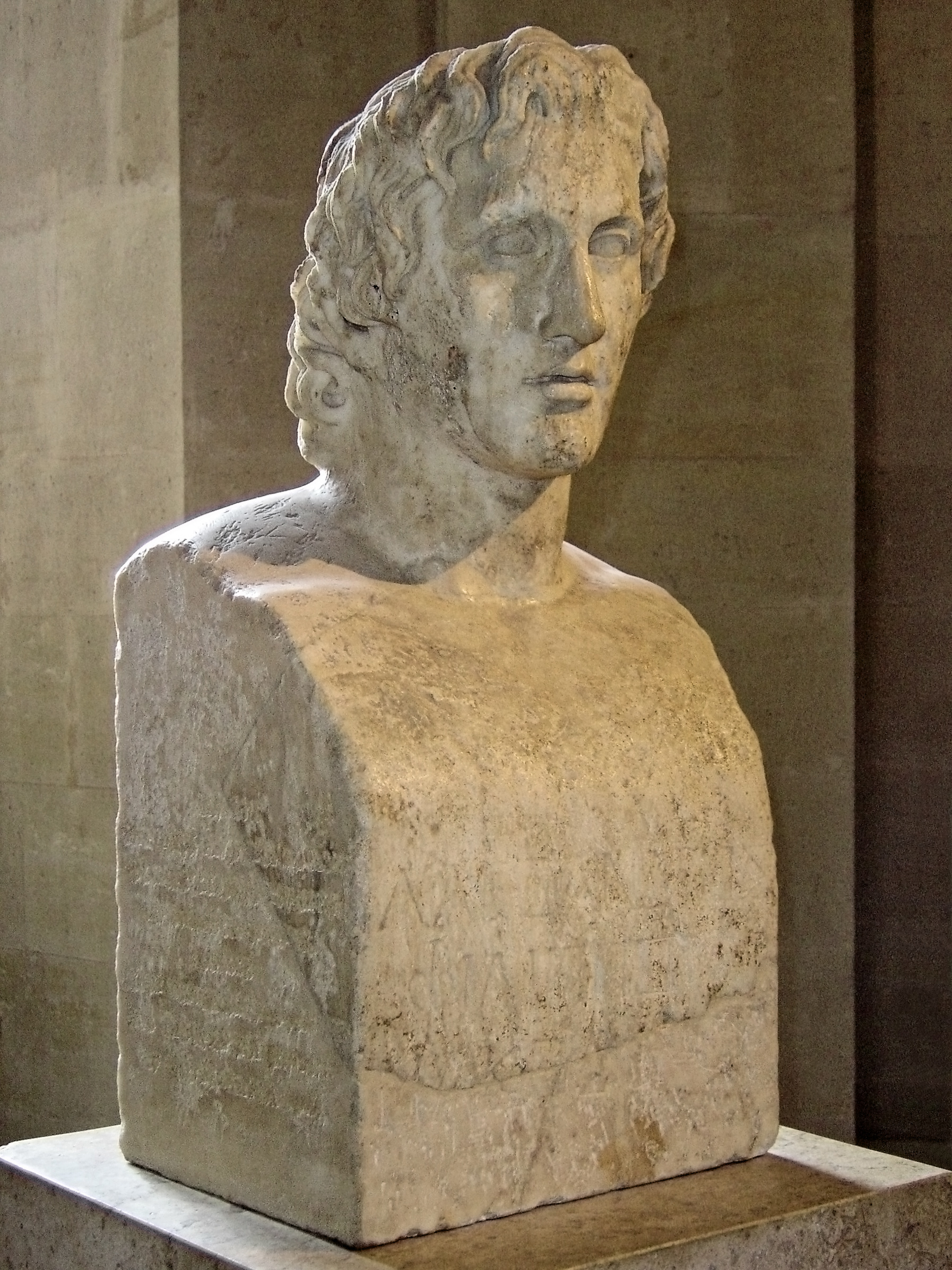
Buste d'Alexandre le Grand, Louvre. La tête appartenait à un corps, disparu.
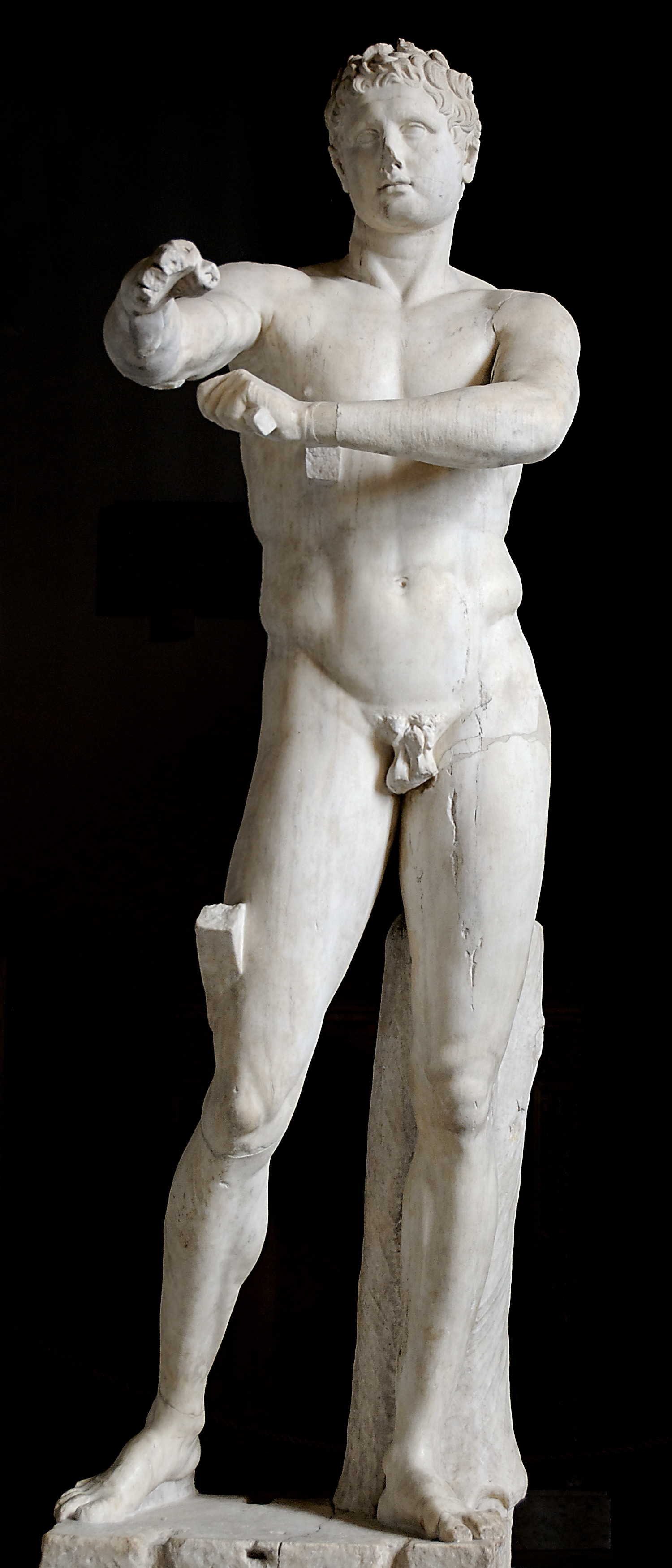
L’Apoxyomène dans le cabinet auquel il a donné son nom, musée Pio-Clementino.